# Van Nagell

Nederlands wapen van Van Nagell (1814)

Van Nagell is een oude adellijke, Nederlandse en deels Duitse familie die vooral bestuurders voortbracht en sinds 1547 nauw verbonden is met kasteel Ampsen. De Nederlandse tak stierf in 2019 uit.

## Geschiedenis
De stamreeks begint met Johann Nagel die tussen 1385 en 1411 vermeld wordt. Een directe afstammeling, Hermann Nagel, geboren omstreeks 1458, werd de stamvader van zowel de in de Nederlanden als in Duitsland gevestigde takken. Een zoon van de laatste, Joost, trouwde in 1539 met Anna van Keppel, erfdochter van Ampsen die dit goed in het geslacht van Nagell bracht, in welk geslacht het van 1547 tot 1946 zou blijven.
In 1814 werden vijf leden van het geslacht benoemd in de  ridderschap van Gelderland, waarmee zij en hun nakomelingen het predicaat jonkheer/jonkvrouw verkregen. In 1822 werd voor leden van alle Nederlandse takken de titel van baron erkend; de laatste mannelijke telg stierf in 1977.
In 1845 en 1846 werd voor in Duitsland gevestigde takken de titel van Freiherr erkend.

### Wapenbeschrijving (1814)
In zilver een rode gesp, de tong naar links, met op de ring vijf vlamvormige versieringen, rechts- en linksboven en -beneden en aan de linkerzijde. Een aanziende gouden helm; wrong en dekkleden: rood, gevoerd van zilver; helmteken: de gesp van het schild tussen een vlucht van zilver en rood.

## Enkele telgen (Nederlandse takken)

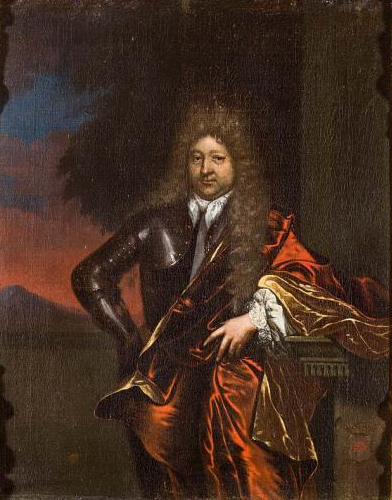
Johan Herman Nagell, heer van de beide Ampsen en Overlaer (1648-1698)

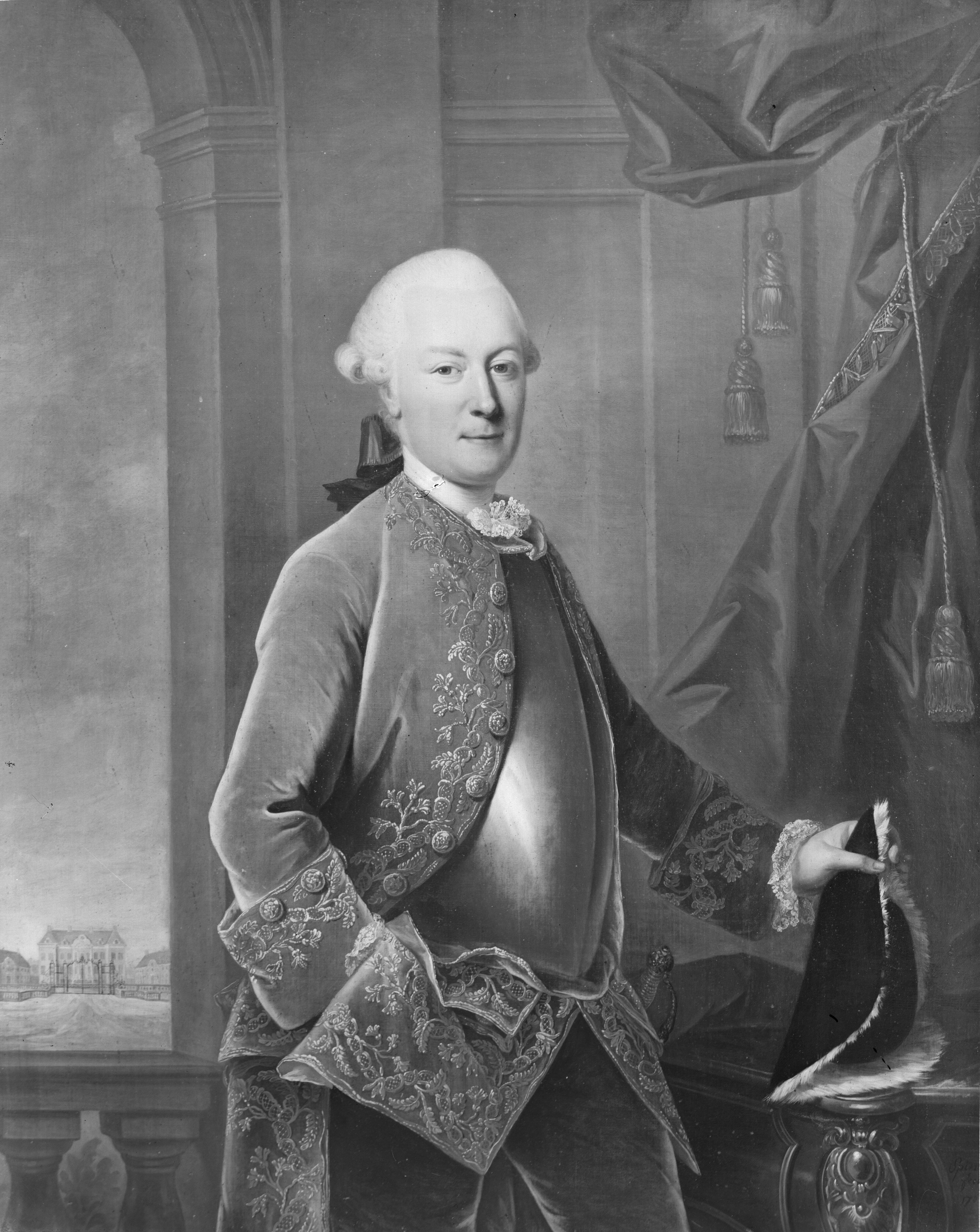
Johan Herman Sigismund van Nagell, heer van de beide Ampsen en Wisch (1730-1784)

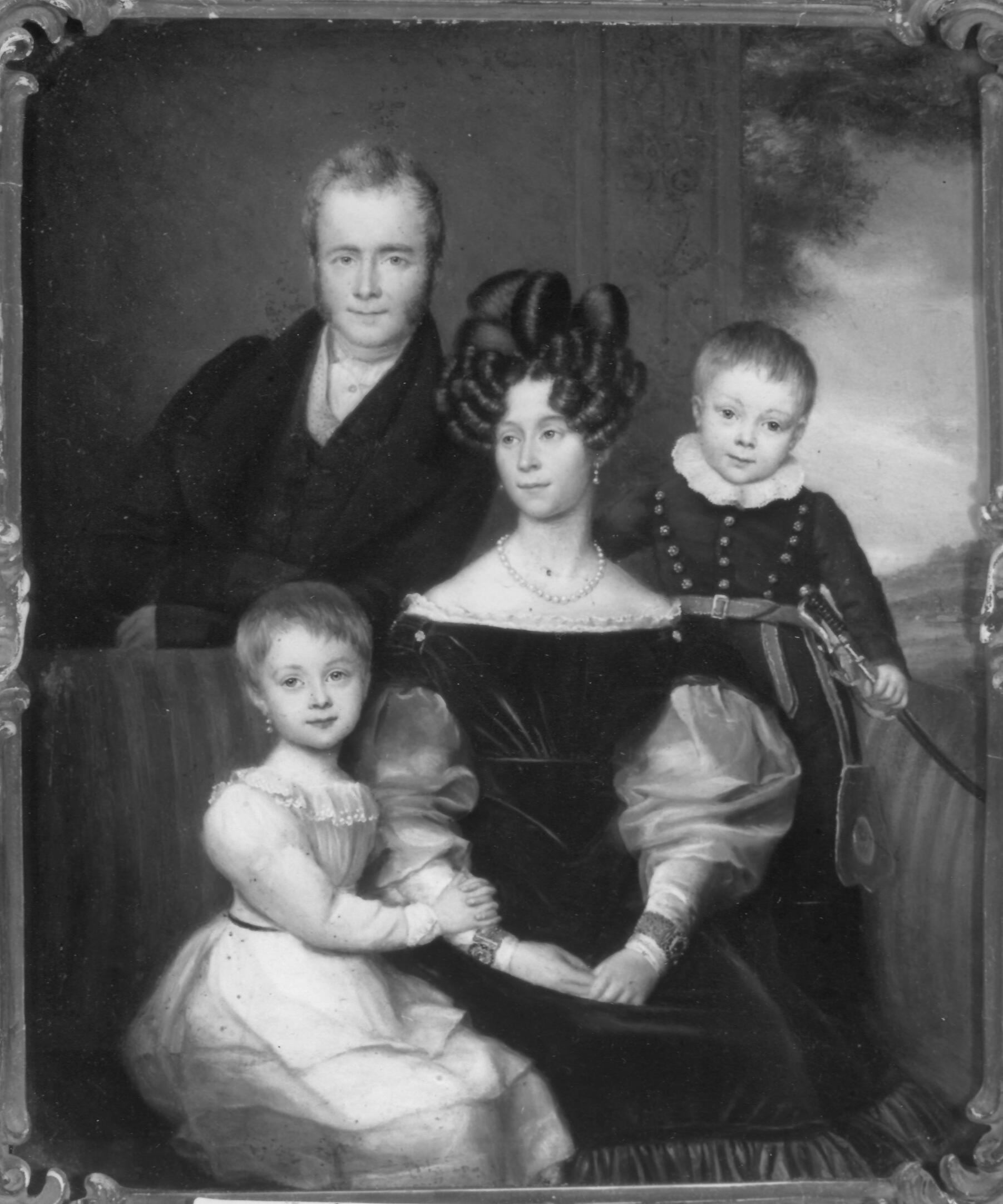
Christien Jacques Adrien baron van Nagell, heer van de beide Ampsen (1784-1883) met links van zijn vrouw Justinus Egbert Hendrik baron van Nagell

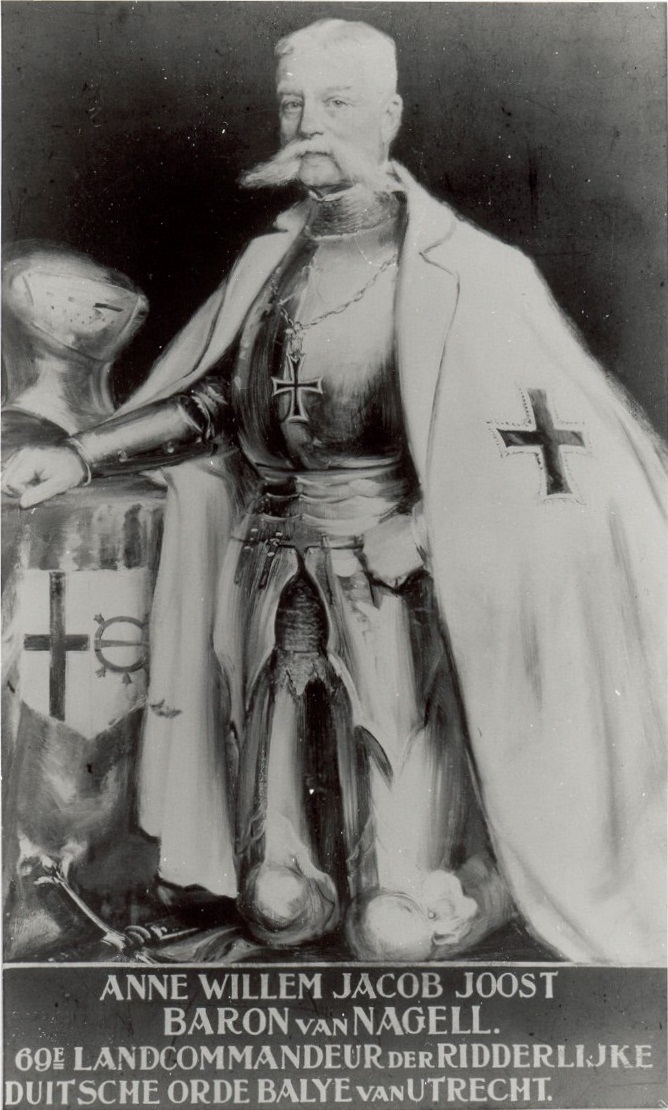
Anne Willem Jacob Joost baron van Nagell, heer van de Schaffelaar (1851-1936)

- Johann Nagel, heer van Wallenbrück (vermeld 1385-1411), ministeriaal van de graafschap Ravensberg; trouwde met Willa Westphal, riddermatig
  - Ludecke Nagel (vermeld 1416-1465, † voor 21 september 1468), raad van Gerard van Gulik-Berg, de hertog van Gulik en graaf van Ravensberg (1437), pandheer en drost van de graafschap Ravensberg (1443), pandheer van Bustedt (1443), ambtman van de graafschap Ravensberg
    - Ludecke Nagel, (vermeld 1466-1488), ambtman van Sassenberg (1477-1485), drost van Wetter en pandheer van de graafschap Ravensberg
      - Hermann Nagel, (omstreeks 1458-1552 of 1553), drost van Wetter (1499), beleend met de Brockhof te Helte (1510)
        - Ludeke Nagel, heer van Königsbrück en Itlingen, drost van Sassenberg, stamvader van de in Duitsland gevestigde takken Von Nagel-Ittlingen en Von Nagel-Doornick-Vornholz
        - Joost Nagel († 1558), heer van Olden-Ampsen (1547-); trouwde in 1539 met Anna van Keppel († 1568), erfdochter van Ampsen, dochter van Johan van Keppel, heer van Olden-Ampsen en Elisabeth van Graes.
          - Johan Nagel, heer van Olden-Ampsen († tussen 1579 en 1581), zat in de ridderschap van Zutphen in 1564, 1566 en 1578
            - Joost Nagel, heer van Olden-Ampsen († 1646), zat in de ridderschap van Zutphen in 1598-1621, 1643 en 1645-46
              - Gerrit Jan Nagell, heer van de beide Ampsen († 1675), richter van het richterambt van Doesburg, zat in de ridderschap van Zutphen in 1643-1675
                - Johan Herman van Nagell, heer van de beide Ampsen en Overlaer (1648-1698), zat in de ridderschap van Zutphen in 1677-1697
                  - Hendrik Jacob van Nagell, heer van de beide Ampsen, Marhulsen en Overlaer (1696-1742), schout van het scholtambt van Lochem, landrentmeester van Gelderland
                    - Johan Herman Sigismund van Nagell, heer van de beide Ampsen en Wisch (1730-1784), burgemeester van Lochem, schout van het scholtambt van Zutphen, landdrost van het landdrostambt van Zutphen
                      - Anne Willem Carel baron van Nagell, heer van Rijnenburg (1756-1851) en de beide Ampsen, minister van Buitenlandse Zaken, minister van Staat, kamerheer
                        - Jan Harmen Sigismund baron van Nagell (1780-1832), notaris; trouwde in 1804 met Anna Elisabeth de Vos van Steenwijk (1779-1850), dochter van Jan Arend de Vos van Steenwijk (1746-1813), heer van Nijerwal, etc.
                          - mr. Jan Arend baron van Nagell (1807-1869), kamerheer

                        - Christien Jacques Adrien baron van Nagell, heer van de beide Ampsen (1784-1883), lid van de Tweede Kamer en kamerheer van de koningen Willem I, Willem II en Willem III; trouwde in 1820 met Justina Maria Wilhelmina barones Rengers (1795-1863), grootmeesteres van koningin Anna Paulowna van Rusland
                          - Anna Wilhelmina Elisabeth barones van Nagell (1822-1900); trouwde in 1842 met haar achterneef Mauritz Carl Freiherr von Nagell, heer van Gartrop en Rodeleeuw (1812-1873)
                          - mr. Justinus Egbert Hendrik baron van Nagell, heer van de beide Ampsen (1825-1901), burgemeester van Laren, lid van de Eerste Kamer, opperstalmeester van de koning; trouwde in 1850 met Sophia barones Schimmelpenninck van der Oye (1828-1897), dame du palais van koningin Emma
                            - Anne Willem Jacob Joost baron van Nagell (1851-1936), burgemeester van Barneveld; trouwde in 1879 met Johanna Magdalena Cornelia barones van Zuijlen van Nievelt, vrouwe van De Schaffelaar (1856-1934)
                              - Johanna Cornelia barones van Nagell, vrouwe van De Schaffelaar (1881-1935)
                              - mr. Justinus Egbert Hendrik baron van Nagell (1882-1963), ambassadeur
                                - Egbert Joost baron van Nagell, heer van De Schaffelaar (1935-) (1923-1944, gesneuveld)
                                - Jeanne Linnie Alice barones van Nagell (1918-2007), laatste vrouwe van De Schaffelaar (1935-1968)

                              - Marie Louise Clémence barones van Nagell (1885-1981); trouwde in 1912 met mr. Hendrikus Albertus Lorentz (1871-1944), ambassadeur

                            - mr. Assueer Jacob baron van Nagell, heer van de beide Ampsen (1853-1928), burgemeester van Laren, lid van de Eerste Kamer
                              - Gerarda Cornelia barones van Nagell, vrouwe van de beide Ampsen (1878-1946), grootmeesteres van de koningin; trouwde in 1900 met mr. Frederik Alexander Carel graaf van Lynden van Sandenburg (1873-1932), vicepresident van de Raad van State, opperkamerheer van koningin Wilhelmina, grootmeester van het huis van prinses Juliana
                                - Marie Jacqueline gravin van Lynden van Sandenburg, vrouwe van de beide Ampsen (1903-1983)

                              - Jacqueline Adriène Justine barones van Nagell (1882-1977); trouwde in 1932 met prof. jhr. dr. Duco Gerrold Rengers Hora Siccama (1876-1962), jurist en lid van de familie Siccama

                            - Seino Anne Karel baron van Nagell (1856-1924), burgemeester van Hoevelaken en van Warnsveld
                              - Hendrik Jan baron van Nagell (1886-1977), laatste mannelijke telg van de Nederlandse takken, met wie dus de Nederlandse adellijke familie Van Nagell in mannelijke lijn uitstierf
                              - Reinoud Gerard Steven baron van Nagell, heer van Rhemenshuizen (1896-1968), inspecteur van politie

                            - mr. Alexander Adriaan baron van Nagell (1859-1921); trouwde in 1883 met Louise Marie Clémence barones van Zuijlen van Nievelt (1858-1947), laatste van haar geslacht
                              - Justinus Hendrik Egbert baron van Nagell (1890-1972), burgemeester van Waardenburg en Doorn, kamerheer van koningin Juliana
                                - Aurelie Louise barones van Nagell (1925-2019), laatste telg van de Nederlandse tak van het geslacht; trouwde in 1949 met mr. Lodewijk Marius Pahud de Mortanges (1924-1986), secretaris van de raad van bestuur van het Heineken-concern

                        - Carel Anne Daniël baron van Nagell (1790-1868), kamerheer; trouwde in 1814 met Otteline Frederica Louise gravin Bentinck, vrouwe van Nederhemert (1793-1868), dochter van Willem Gustaaf Frederik Bentinck en Otteline Frédérique Louise van Lynden van Reede, vrouwe van Nederhemert, enz.
                          - Anne Jan Herman Maurits Adriaan baron van Nagell, heer van Nederhemert (1820-1880), burgemeester van Nederhemert; trouwde in 1851 jkvr. Elisabeth Anna Gerhardina van Kretschmar, vrouwe van Nederhemert (1830-1910)
                          - Gustavine Otteline Frédérique Sophie barones van Nagell (1822-1883); trouwde in 1842 met Willem Johan Cornelis ridder Huyssen van Kattendijke (1816-1866), minister van Marine

                      - Paul David Sigismund Maurits van Nagell (1757-1844), stamvader van de Duitse tak Von Nagell-Gartrup; trouwde in 1800 met zijn volle nicht, Constance Hermine Albertine gravin von Quadt-Hüchtenbruck, vrouwe Van Gartrop (1772-1842), dochter van Karel Willem graaf von Quadt-Hüchtenbruck, heer van Gartrop (1732-1805) en Anna Louise Maria Elisabeth van Nagell (1740-1820)
                      - Jacques Albert Louis Frederic Charles baron van Nagell, heer van Rijnenburg en Wisch (1762-1831), burgemeester van Zutphen, lid van de provinciale staten van Gelderland
                        - mr. Constantijn Sigismund Willem Jacob baron van Nagell, heer van Wisch (1798-1849), rechter, lid van de Eerste Kamer

## Enkele telgen (Duitse takken)

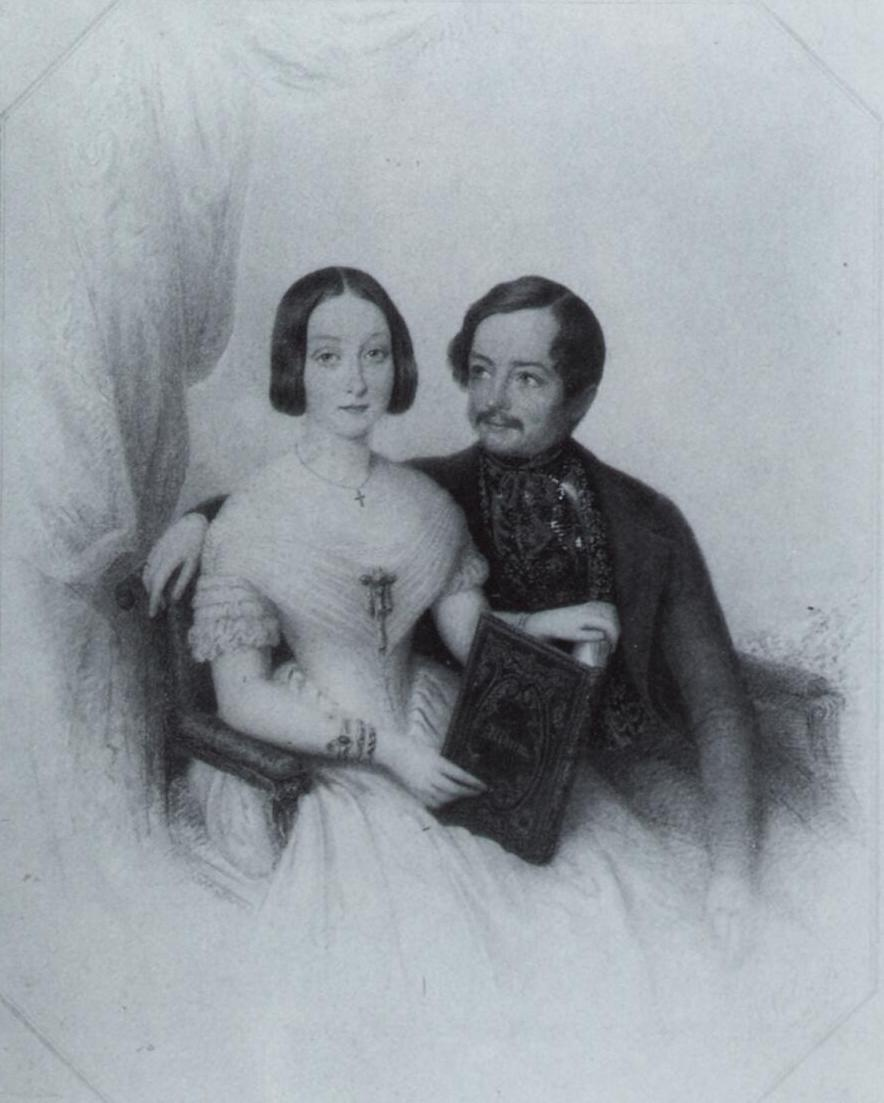
Moritz Carl Freiherr von Nagell-Gartrop (1812-1873) met zijn vrouw Anna Wilhelmina Elisabeth barones van Nagell (1822-1900)

- Hendrik Jacob van Nagell, heer van de beide Ampsen, Marhulsen en Overlaer (1695-1742)
  - Johan Herman Sigismund van Nagell, heer van de beide Ampsen en Wisch (1730-1784), burgemeester van Lochem, schout van Zutphen, landdrost van het Kwartier van Zutphen
    - Paul David Sigismund Maurits van Nagell (1757-1844), stamvader van de Duitse tak Von Nagell-Gartrup; trouwde in 1800 met zijn volle nicht, Constance Hermine Albertine gravin von Quadt-Hüchtenbruck (1772-1842), dochter van Karel Willem graaf von Quadt-Hüchtenbruck, heer van Gartrop (1732-1805) en Anna Louise Maria Elisabeth van Nagell (1740-1820), erfvrouwe van Gartrop
      - Mauritz Karl Freiherr von Nagell (1812-1873), verkreeg erkenning van de titel van Freiherr (1846); trouwde in 1842 met zijn achternicht Anne Wilhelmina Elizabeth barones van Nagell (1822-1900)
        - Konstantin Karl Wilhelm Albrecht Freiherr von Nagell, heer van Gartrop en Rodeleeuw (1848-1903)
          - Constantin Egbert Freiherr von Nagell, heer van Gartrop en Rodeleeuw (1902-1959)
            - Egbert-Constantin Freiherr von Nagell, heer van Gartrop (-1993) en Rodeleeuw (1934), verkocht Gartrop

  - Anna Louise Maria Elisabeth van Nagell (1740-1820); trouwde met haar volle neef Karel Willem des H.R.Rijksgraaf von Quadt-Hüchtenbruck, heer van Gartrop (1732-1805), zoon van Willem Albrecht Johan Karel Frederik vrijheer von Quadt-üchtenbruck, heer van Gartrop, en Hermine Charlotte des H.R.Rijksbarones van Heiden (1699-1744), zus van A.D.C.A. van Heiden
    - Constance Hermine Albertine des H.R.Rijksgravin von Quadt-Hüchtenbruck, vrouwe van Gartrop (1772-1842); trouwde met haar volle neef Paul David Sigismund Maurits van Nagell (1757-1844)
      - Constance Jeanette Louise Caroline von Nagell (1804-1876); trouwde te Kleef op 3 mei 1832 met Willem Jan Elias baron van Lynden, heer van Hemmen (1791-1860), lid van de Dubbele Kamer
      - Mauritz Karl Freiherr von Nagell, heer van Gartrop en Rodeleeuw (1812-1873); trouwde met zijn achternicht Anne Wilhelmina Elizabeth barones van Nagell (1822-1900)

## Huidige en voormalige bezittingen

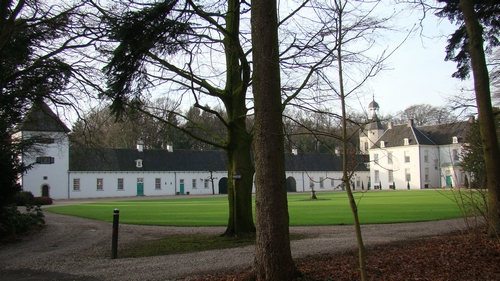
Kasteel Wisch te Terborg
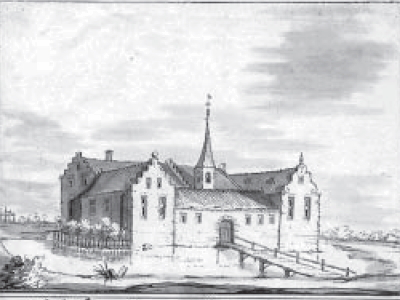
Marhulsen te Groenlo
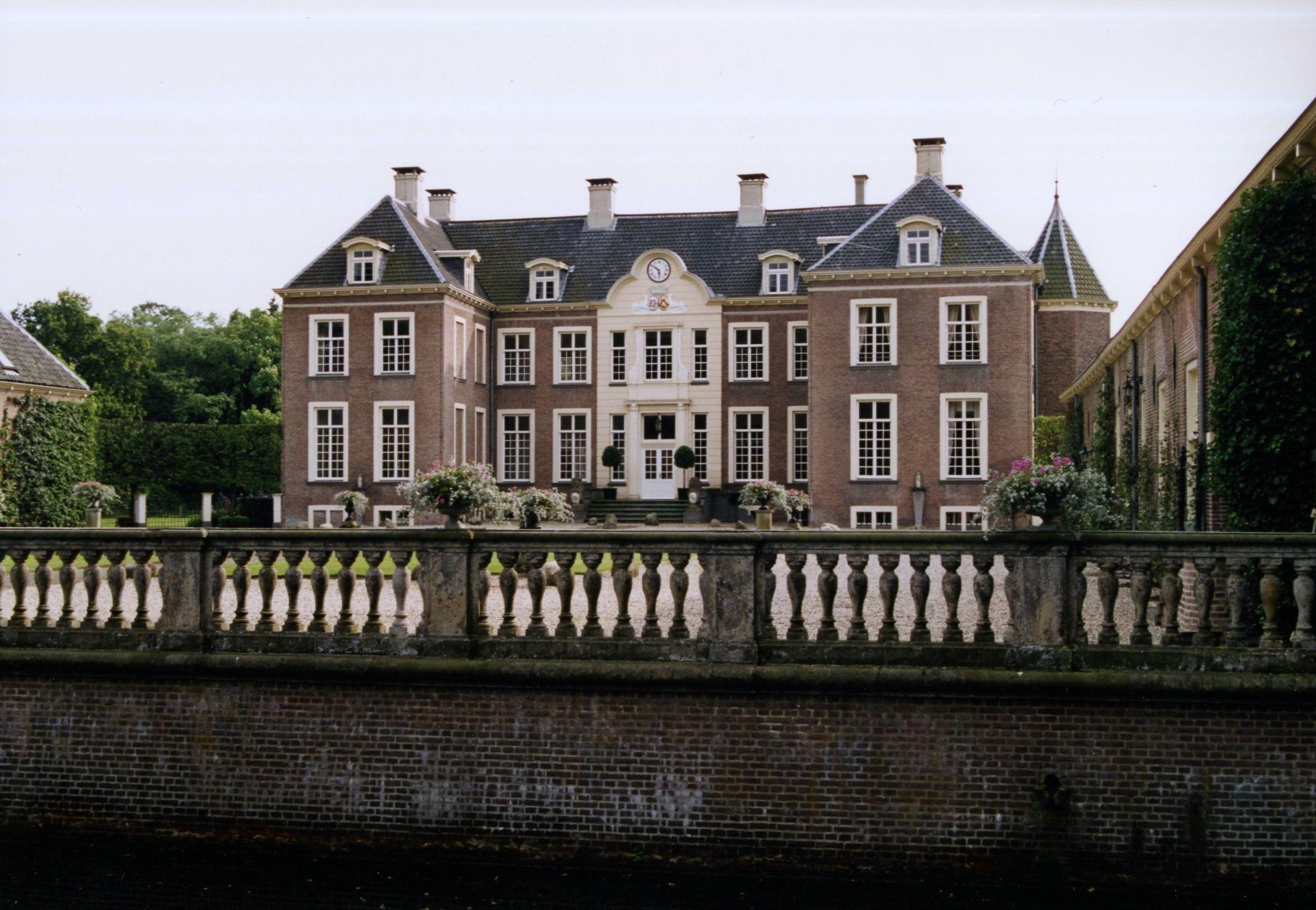
Ampsen te Lochem
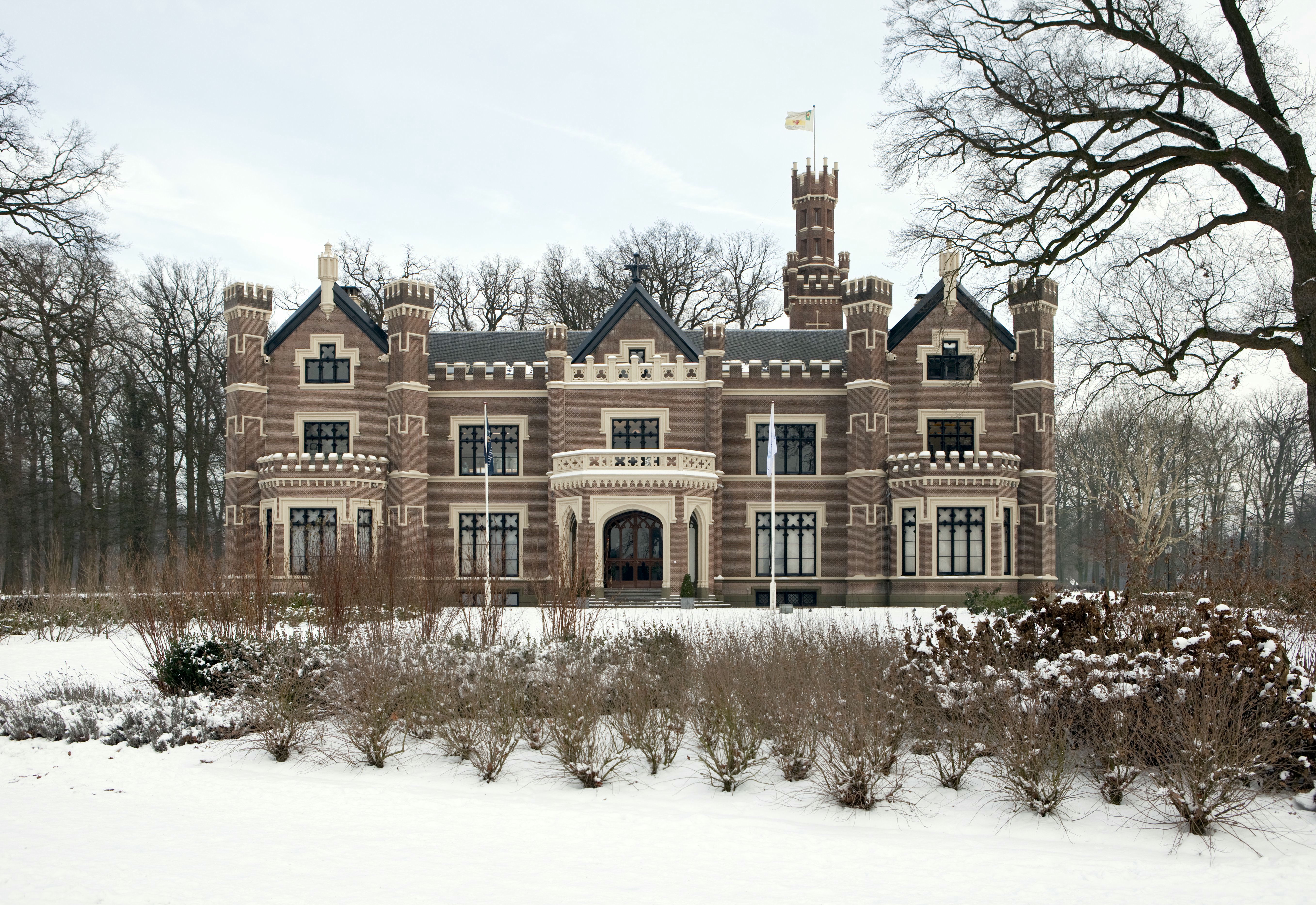
Huize de Schaffelaar te Barneveld
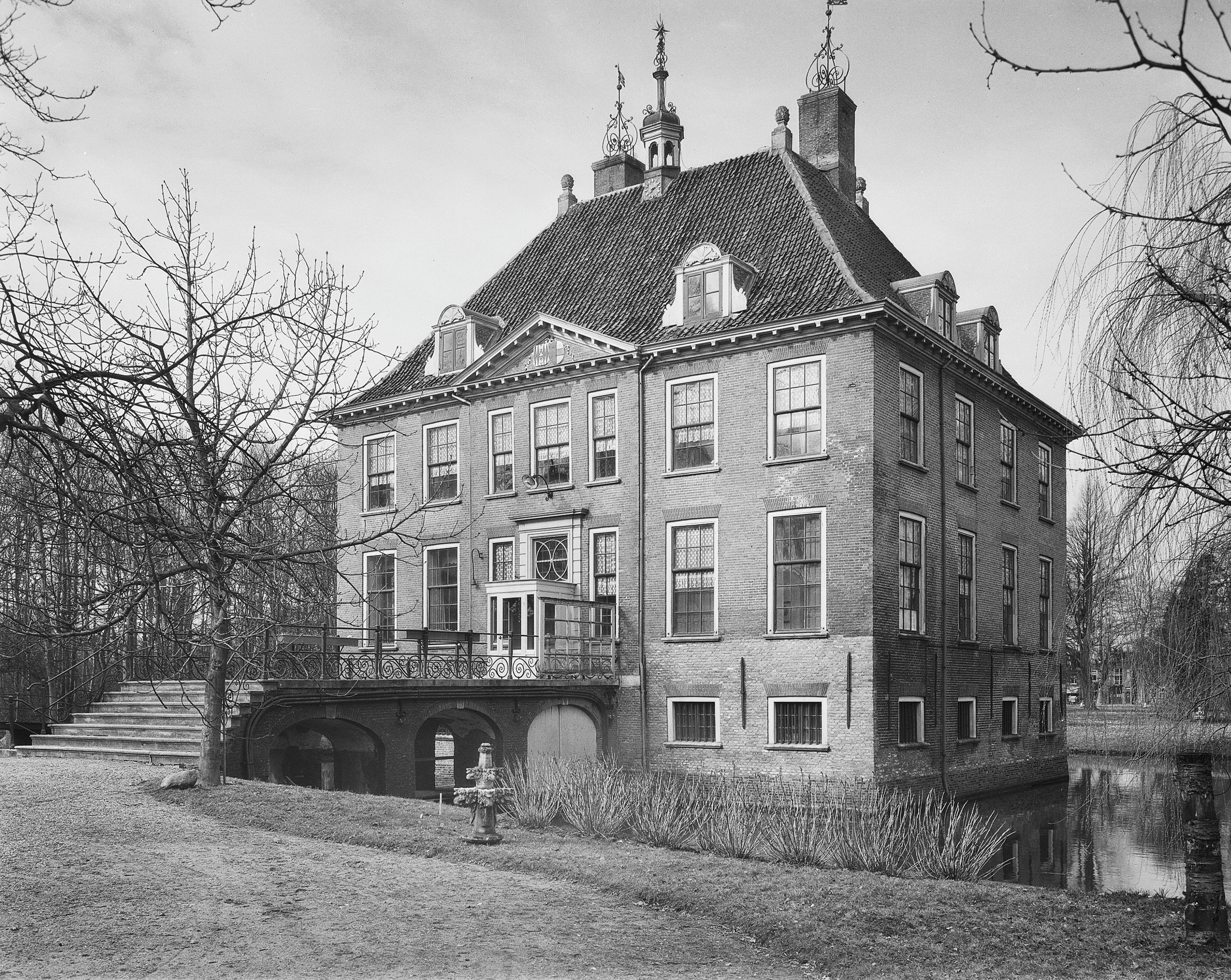
Kasteel Rijnenburg te Utrecht
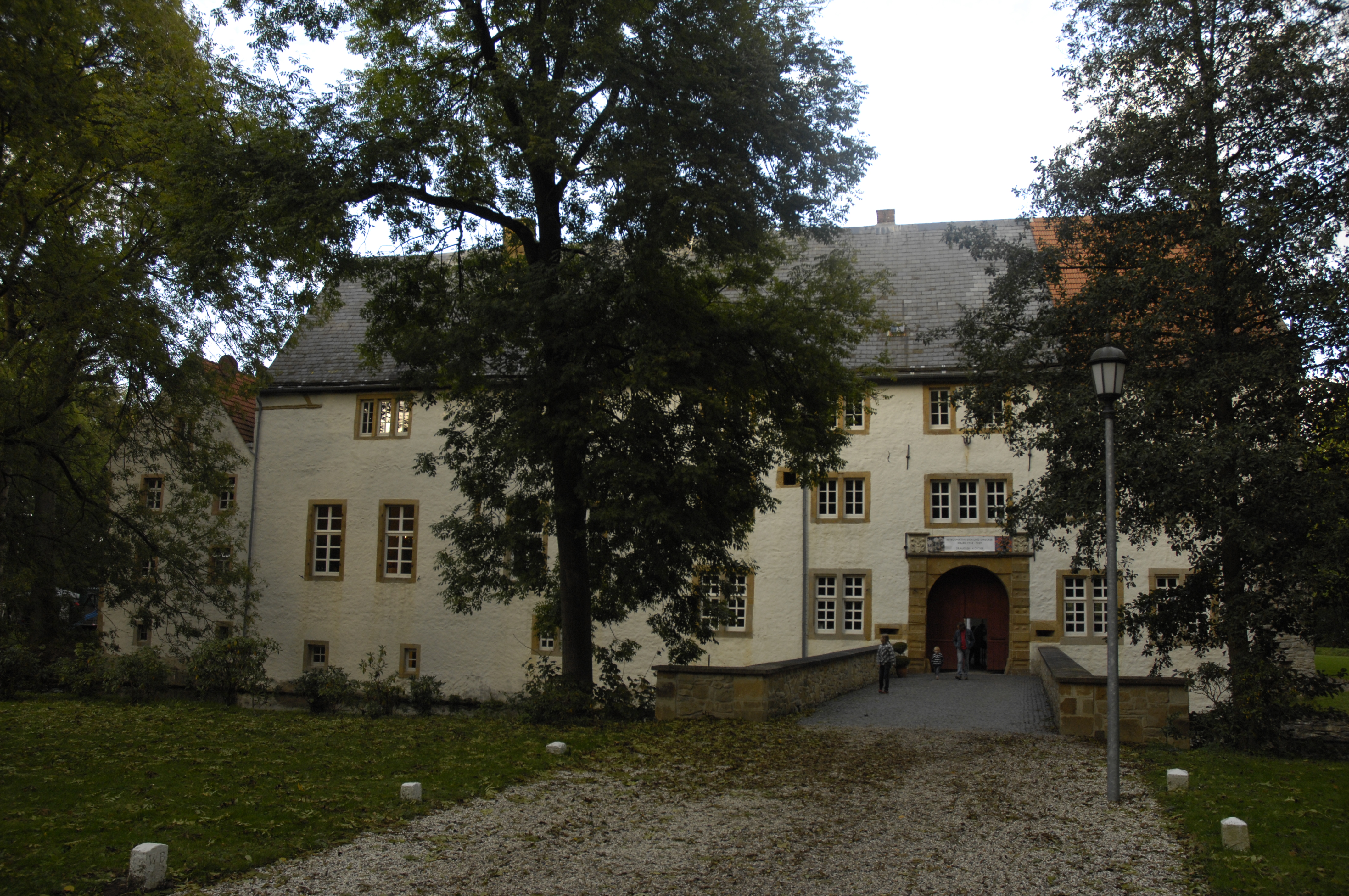
Kasteel Koningsbrugge te Melle
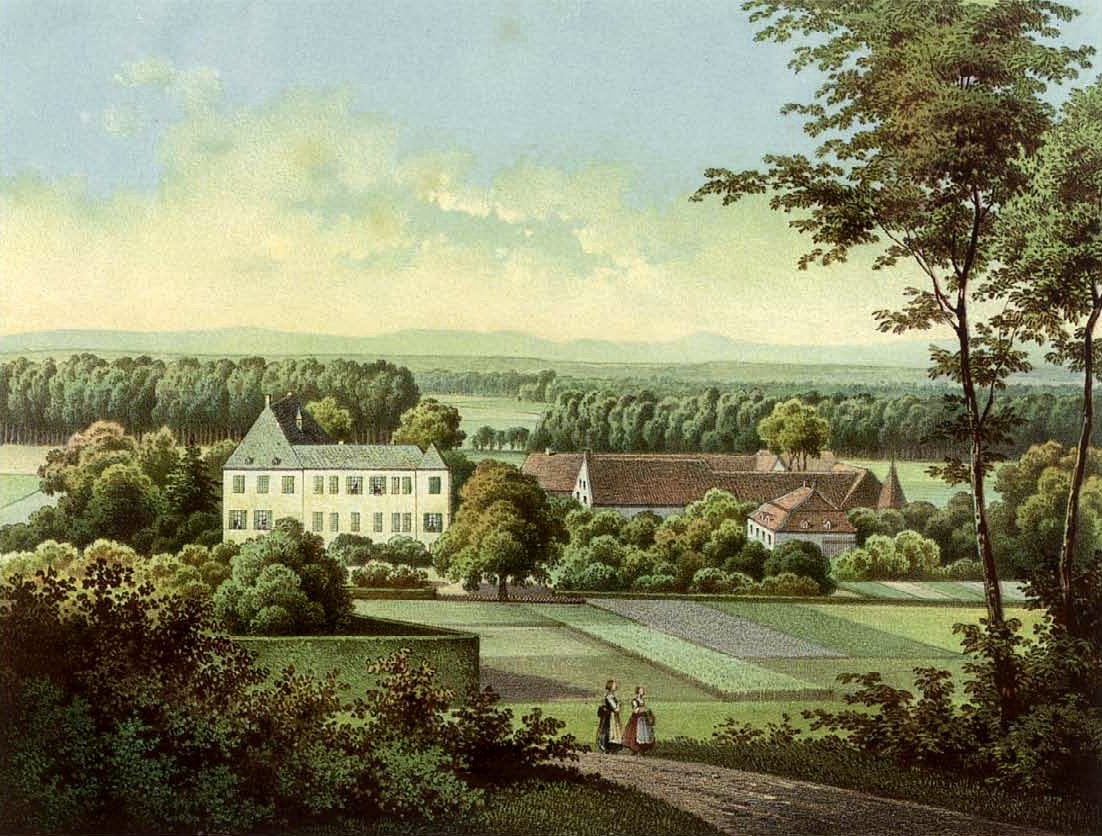
Huize Vornholz te Ostenfelde
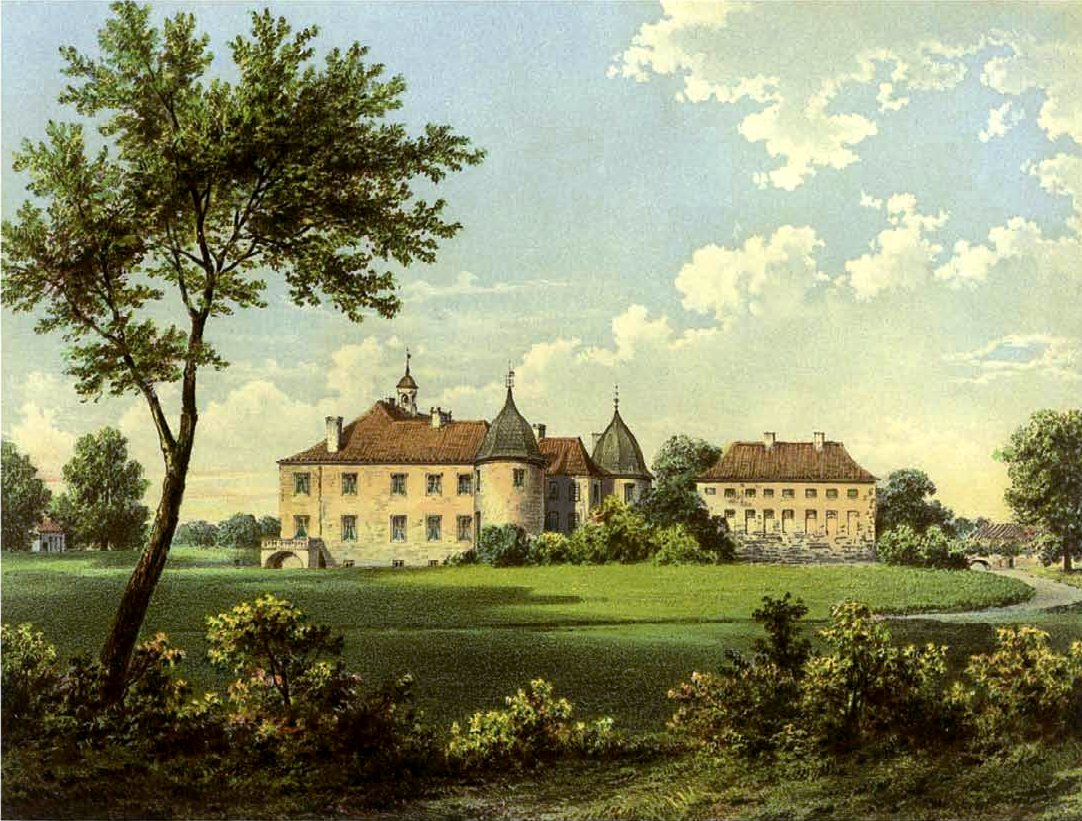
Huize Itlingen te Ascheberg
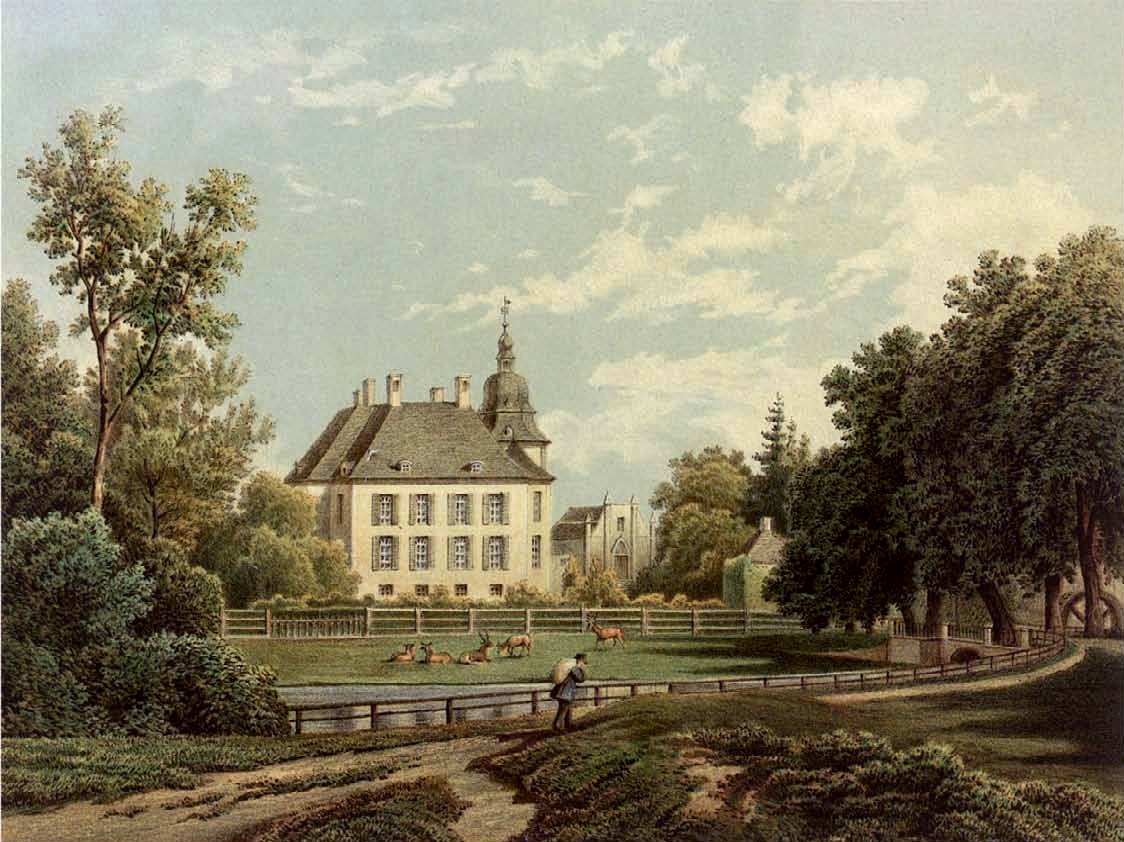
Kasteel van Gartrop te Hünxe
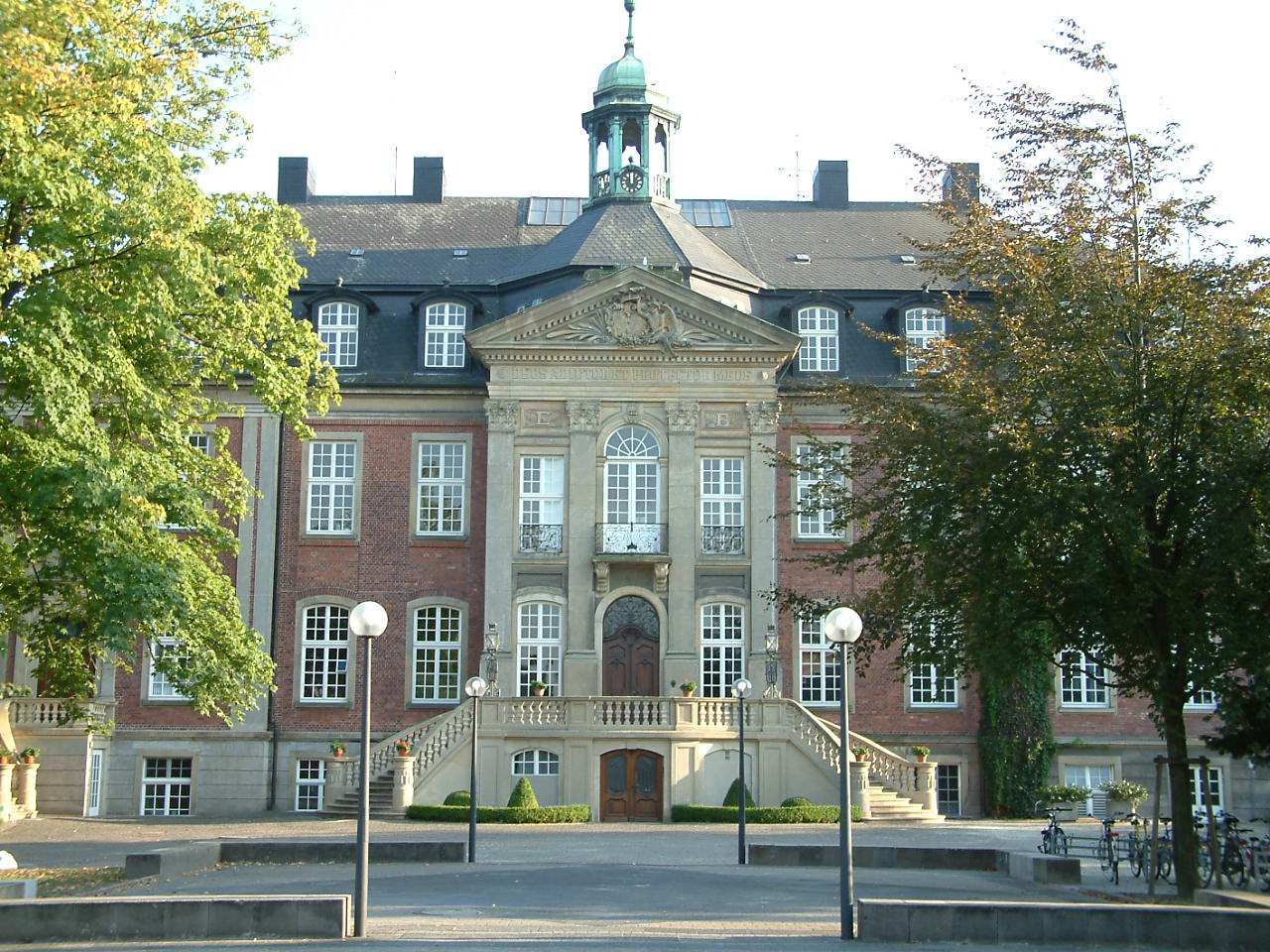
Schloss Loburg te Ostbevern